# Птичий язык (сказка)

Табличка XI века с руническим текстом о приготовлении и поедании Зигфридом частей Змея, после чего Зигфрид обретает способность понимать язык птиц.

Птичий язык — русская народная сказка, записанная А. Н. Афанасьевым, а также распространённый у многих народов сказочный сюжет.

## Анализ Проппа
В своём анализе В. Я. Пропп опирается не на наиболее известную сказку А. Н. Афанасьева, а на какой-то иной вариант, где юный герой учится языку птиц у мудрого старика. Исходным же сюжетом он считает сказки в записи И. А. Худякова и других российских собирателей фольклора, где понимание языка птиц обретается через поедание змеи. Этот мотив он связывает с архетипическим сюжетом в славянской, греческой, финской («Калевала») и долганской мифологии. Из этого им выводится первооснова мифа как отзвук обрядов инициации с символическим поеданием Змея. В некоторых вариантах, которые Пропп относит к наиболее близким к прототипу, наоборот, Змей поедает героя и затем изрыгает его обратно. В результате герой обретает дар понимания языка птиц или же вообще всеведение.

## Сказка Афанасьева
Собственно записанная Афанасьевым сказка имеет мало соотношений с мифологическим сюжетом, анализируемым у Проппа. В сказке речь идёт о мальчике, который с самого рождения обладает даром понимать язык птиц. В возрасте шести лет тот слышит и передаёт родителям предсказание соловья, что в будущем ему «отец станет воду подавать, а мать полотенце — лицо, руки утирать». Чтобы избежать предсказания, родители отправляют его в лодке в море. Дар понимать язык и предсказания птиц помогает мальчику выжить во многих злоключениях и в конце стать принцем в заморском королевстве. Он решает навестить родные места, останавливается в одном доме и на утро велит принести ему умыться. В услуживающих ему хозяевах дома он узнаёт родных отца и мать. Таким образом давнее предсказание исполняется, а сказка кончается счастливо: «и стали они все вместе жить-поживать да добра наживать». Эта сказка ещё в конце XIX века была переведена на английский и вошла в несколько раз переиздававшийся сборник «Folk tales from the Russian» («Народные сказки у русских»). Стержнем сюжета является древний мотив предсказанной судьбы и тщетности избежать предсказанного, который можно проследить ещё к легенде о Парисе.